# Фехим Мусакадић
Фехим Мусакадић (Сарајево,?—Стране, 1943), био је српски добровољац и официр у Првом светском рату, начелник полиције у Сарајеву и припадник Југословенске војске у отаџбини у Другом светском рату.

## Биографија
Рођен је у Сарајеву, где је живео до Другог светског рата.
На почетку Првог светског рата заробљен је на руском фронту, након чега се пријавио у српску Прву Добровољачку дивизију у Русији. Након крвавих битки на Добруџи 1916, придружио се српској војсци у Првом светском рату. Учествовао је затим као српски официр на Солунском фронту. За своје заслуге стекао је током војне каријере чин резервног мајора, и одликован је четири пута, од којих и Орденом Карађорђеве Звезде са мачевима IV реда. Тај војни орден је добио 1919. године, као резервни пешадијски потпоручник за својевремено ратно учешће на Добруџи 1916. године.
По завршетку Првог светског рата и формирања нове, југословенске државе, Фехим добија прво унапређење. Постаје 12. јула 1920. године резервни пешадијски поручник. Напредовање у војној хијерархији прате одликовања. Резервни капетан II класе је од 1925, а прву класу у том чину стиче 1934. године. У међуратном времену јавља се (1927) као члан Главног одбора "Гајрета" из Сарајева.
Пре почетка Другог светског рата био је шеф полиције у Сарајеву и члан главног одбора Гајрета. Чим је избио Други светски рат, повезао се са Дражом Михаиловићем који га распоређује у Источну Босну, у штаб војводе Петра Баћовића. Касније одлази у Коњиц где је основао Коњички муслимански четнички батаљон.
Заробљен је и стрељан од стране партизана 1943. године у Странама код Улога (данас општина Калиновик).